# Park Narodowy Litchfield
Park Narodowy Litchfield (Litchfield National Park) – park narodowy utworzony w roku 1986, położony na obszarze Terytorium Północnego w Australii. Nazwa parku pochodzi od nazwiska australijskiego podróżnika Fryderyka Henryka Litchfielda.

## Galeria

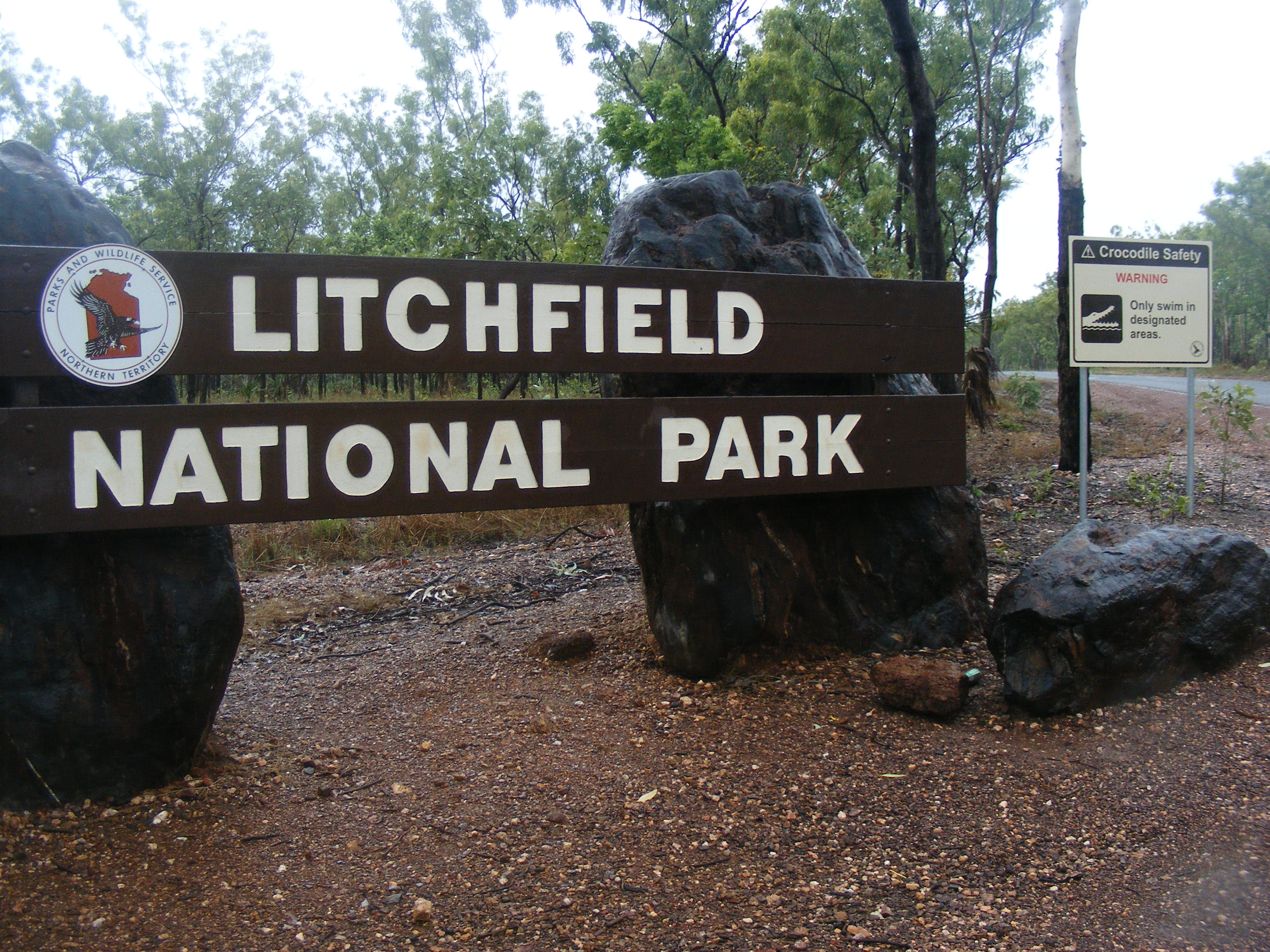
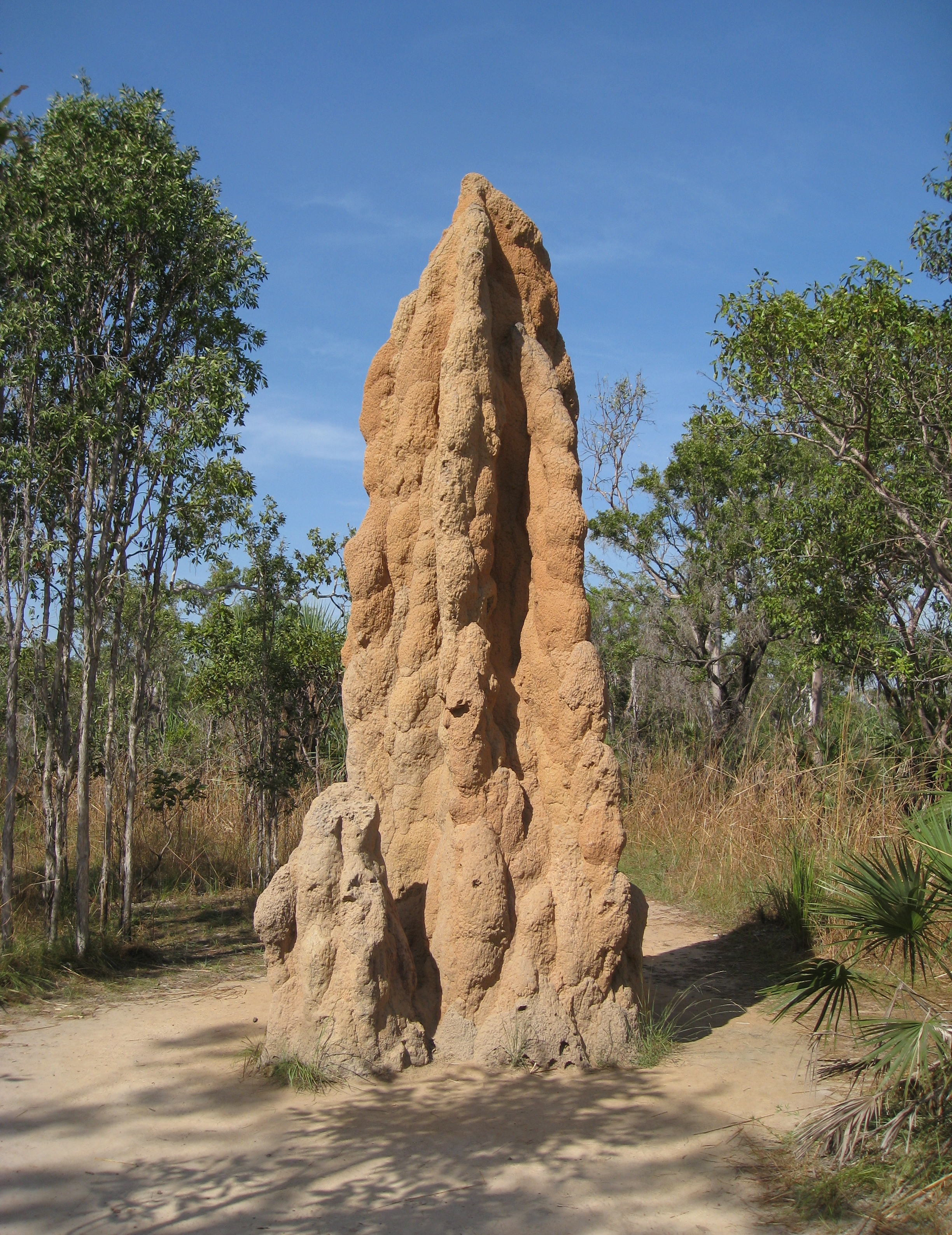
Termitiera
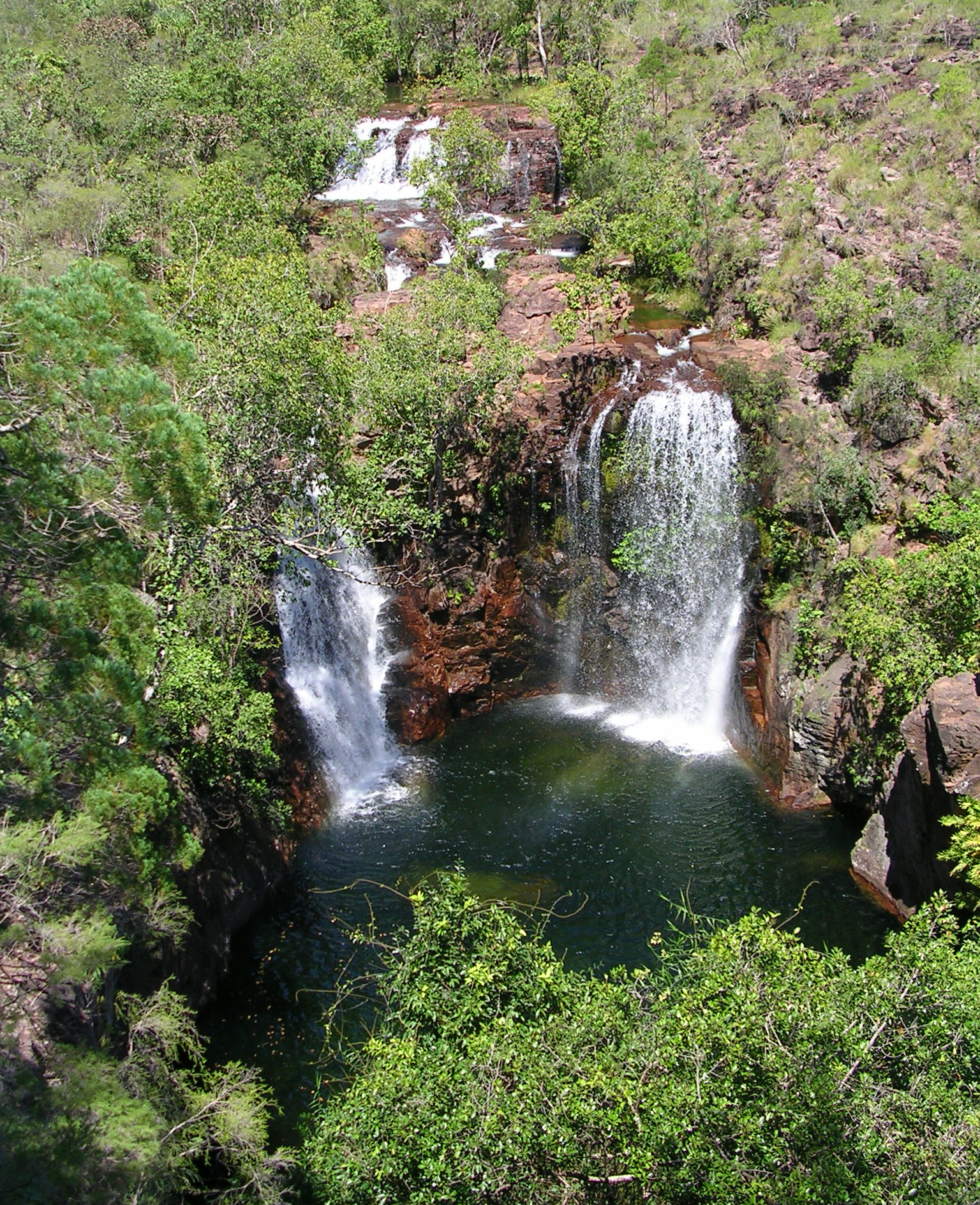
Wodospad Florence
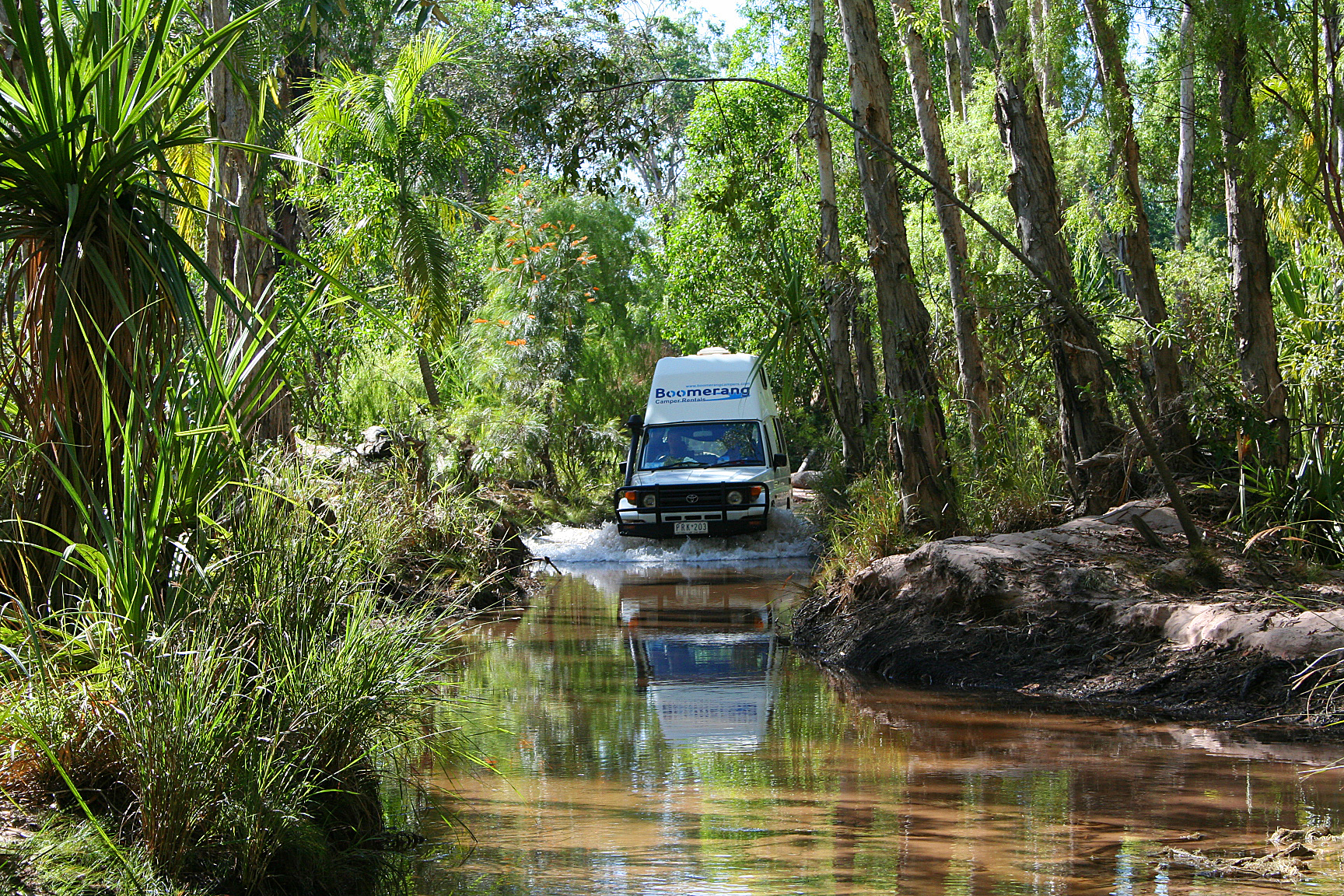
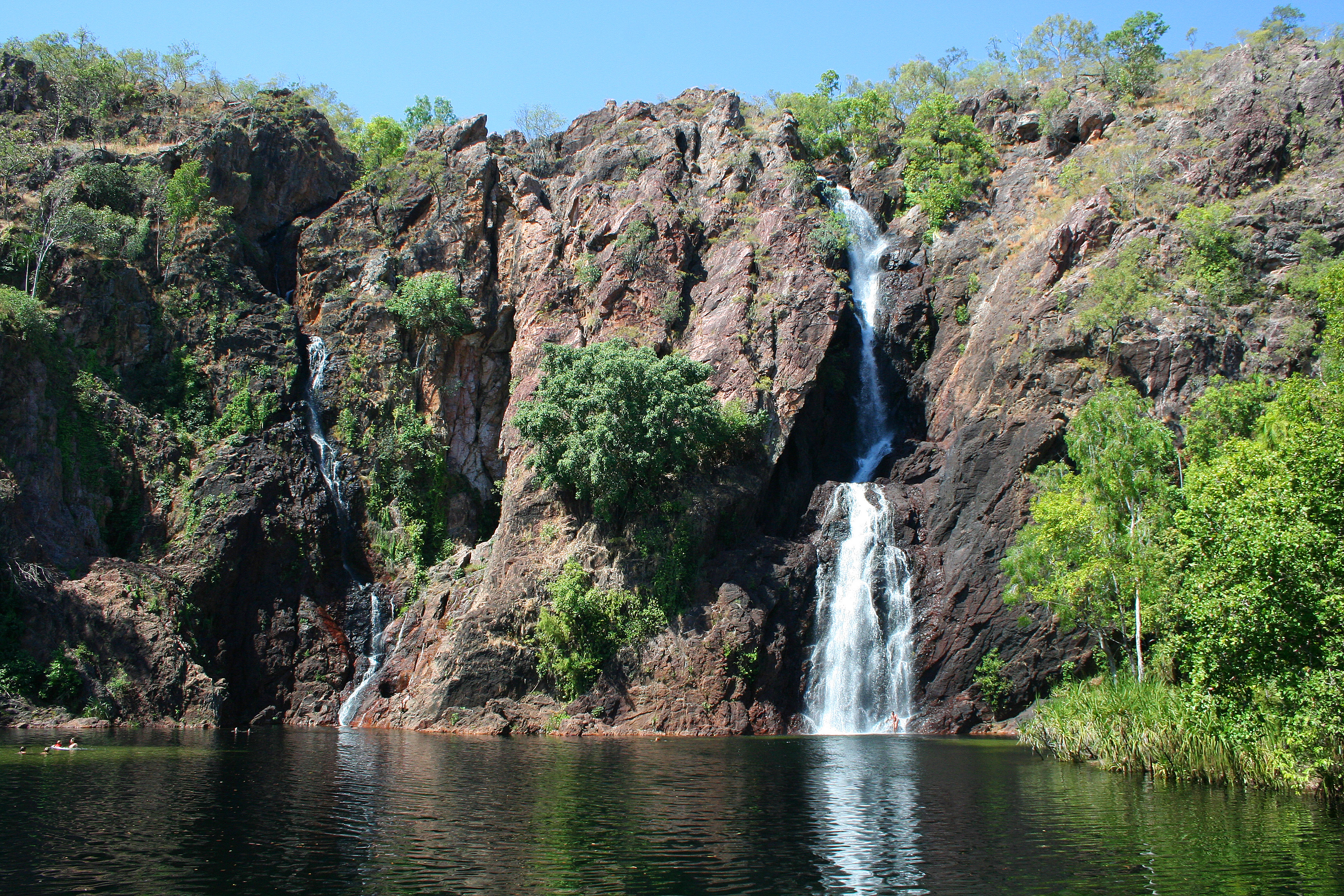
Wodospad Wangi